# Dorcadion demokidovi
Dorcadion demokidovi là một loài bọ cánh cứng trong họ Cerambycidae.